# Evolution GT
Evolution GT (Corvette Evolution GT en Norteamérica) es un videojuego de carreras lanzado para PlayStation 2 y Windows en 2006. Una versión para Nintendo DS fue lanzada en 2008.
La versión de Nintendo DS es similar a su contraparte de consola, pero no presenta sus atributos. Fue desarrollado por Jack of All Games. Presenta solo una parte de los autos y pistas de la versión PlayStation 2 y Windows (12 autos y 8 pistas, en contraposición a 33 autos y casi 30 pistas) y eventos similares aparecen en el juego.

## Recepción
La versión para PC tiene una puntuación del 61 por ciento en GameRankings.
GameSpot otorgó al videojuego una calificación promedio de 6.9, elogiando su profundo desarrollo de controladores de estilo RPG, buen modo carrera y excelente IA, mientras que las principales críticas provienen de la mala presentación, la falta de multijugador en línea y la falta de extras. Videogamer.com elogió el juego por los modelos de manejo, la gran variedad de pistas, mientras culpa al pobre tutorial. Eurogamer criticó el juego por ser demasiado aburrido y ofrecer una simulación exagerada de la intimidación.